# Hatı Çırpan
Hatı Çırpan, née Satı Kadın en 1890 à Kazan (Ankara) en Turquie et morte en 1956 à Ankara, est l'une des 18 premières femmes parlementaires de la Grande Assemblée nationale de Turquie, élue lors des élections générales de 1935 (en).

## Biographie
Le 16 juillet 1934, le président Mustafa Kemal Atatürk effectue un déplacement au village de Kazan, à 50 kilomètres de la capitale Ankara. Il est présenté à Satı Kadın, qui est alors la chef du village. C'est une paysanne d'Anatolie centrale qui avait combattu pendant les quatre années de la guerre d'indépendance turque. Selon l'historienne Afet İnan, par ailleurs fille du chef de l'État, Atatürk aurait alors déclaré : « C'est une femme exceptionnelle qui pourrait se réaliser comme membre du parlement ». Satı Kadın est désormais parrainée et soutenue par Atatürk lui-même. Plus tard, elle change son prénom en Hatı, sur conseil d'Atatürk, qui s'intéresse au peuple Hatti. Son ancien prénom signifie « vente » ou « achat » en turc.
Elle est élue lors élections générales de 1935 (en) et fait partie du contingent des 18 femmes à rejoindre la Grande Assemblée nationale de Turquie, le droit de vote et d'éligibilité pour les femmes ayant été accordé un an plus tôt.